# Halay (canção)
 "Halay", Canção da Turquia no Festival Eurovisão da Canção 1984.
"Halay"  foi a canção turca no Festival Eurovisão da Canção 1984, interpretada em turco pela banda turca Beş Yıl Önce, On Yıl Sonra.
O tema tinha letra de Ülkü Aker, música e orquestração de Selçuk Başar.
A canção turca foi a 15.ª a  ser interpretada na noite do festival, a seguir à canção alemã "Aufrecht geh'n ", interpretada por Mary Roos e antes da canção finlandesa "Hengaillaan", interpretada por Kirka. Terminou em 12.º lugar, recebendo 37 pontos.
A canção é sobre Halay, uma dança típica turca e do Médio Oriente, a banda canta que eles dançam e cantam com muito amor e que não vêm os estrangeiros como estranhos e com indiferença.